# 2006年6月

## 6月30日
- 前香港特別行政區政務司司長陳方安生再度呼籲爭取民主普選的市民參加7月1日的大遊行。中時電子報[永久]
- 中国举行“庆祝中国共产党成立85周年暨总结保持共产党员先进性教育活动大会”，中共中央政治局9常委全部出席大会，胡锦涛发表讲话。新浪网（页面存档备份，存于）

## 6月29日
- 以色列軍扣留包括哈馬斯內閣部長、議員及軍事官員共87人，迫使巴勒斯坦武裝份子交出被俘的以色列士兵。Yahoo!新聞自由電子報中時電子報[永久]
- 美國聯邦最高法院以五比三的票數，判決布什為審判囚禁在關達納摩灣美軍監獄的恐怖嫌犯而成立的特別軍事法庭，超越其權限且違反日內瓦公約。自由電子報中時電子報[永久]
- 即將在9月卸任的日本首相小泉純一郎抵達華府訪問，美國總統布什在白宮草坪以元首級的規格接待小泉。TVBS新聞網（页面存档备份，存于）中時電子報[永久]
- 科威特女性首次參與議會選舉。亞洲時報在線（页面存档备份，存于）

## 6月28日
- 蒙特內哥羅經聯合國各成員國代表表決後，成為聯合國第192個成員國 聯合國新聞中心網站（页面存档备份，存于）
- 2006年以加冲突——以色列军队为营救被巴勒斯坦武装组织绑架的一名士兵而在展开名为“夏雨行动”的大规模军事行动。美國之音
- 美國眾議院表決通過一項撥款法案，要求美國國務院等部門，解除限制美台互動的六項禁令。自由電子報
- 由於水患嚴重，甚至宣布進入緊急狀態的美國東北部數州當局要求災區居民撤離家園。自由電子報

## 6月27日
- 在越南第十一届国会第九次会议上，阮明哲当选为越南国家主席、阮晋勇为总理。新华网（页面存档备份，存于）
- 中華民國總統罷免案於立法院進行表決，民進黨立委全部缺席，共133位立法委員投票，贊成票數119票，14張廢票，未超過148票的門檻，罷免案無法進入第二階段的公民表決。TVBS新聞網（页面存档备份，存于）

## 6月26日
- 美国投资家沃伦·巴菲特正式决定向比尔与梅林达·盖茨基金会捐献善款约300亿美元。新华网（页面存档备份，存于）
- 在連續數週要求下台的強大壓力下，東帝汶總理阿卡提里宣布辭職。中時電子報[永久]
- 越南國會選出河內市黨委書記阮富仲成為新的國會主席。自由電子報

## 6月25日
- 针对陈水扁日前在“向人民报告”中否认其吴淑珍见过陈由豪一说，陈由豪在美国召开记者会，指控说陈水扁夫妇公然说谎。台灣行政院發言人鄭文燦則呼籲陳由豪，「海外爆料不如回台受審」。新浪网（页面存档备份，存于）自由電子報
- 日本自卫队开始正式撤离伊拉克。中国日报（页面存档备份，存于）
- 温家宝结束对非洲七国的访问回到北京。新华网（页面存档备份，存于）
- 世界首座圆顶透光火车站上海火車南站试运营。新华网

## 6月24日
- 世界卫生组织证实在印度尼西亚已经出现了由人传染的禽流感病例，这是全球第一例由一个人传染给另一个人的禽流感病例。网易新闻 中时电子报
- 越南国会于下午以投票的方式通过国家主席陈德良、政府总理潘文凯和国会主席阮文安递交的辞呈，并选举新一任国家主席、政府总理和国会主席。新浪网（页面存档备份，存于）
- 中國中央軍委主席胡錦濤晉升十名解放軍將領為上將。中時電子報[永久]新浪网（页面存档备份，存于）

## 6月23日
- 日本最高法院駁回反戰團體以及二次大戰日、韓陣亡家屬控告日本首相小泉純一郎參拜靖國神社的上訴案。東森新聞報（页面存档备份，存于）
- 中国人民银行发布的2005年国际金融市场报告称，截至2005年末，中国持有的美国国债达到3109亿美元，仅次于日本，居世界第二位。新华网 Archive.today的存檔，存档日期2013-04-28

## 6月22日
- 加拿大总理史蒂芬·哈珀在国会举行仪式，就“人头税”问题及之后实施的《排华法案》向华人正式道歉，并宣布加拿大政府的赔偿方案。加拿大广播公司（页面存档备份，存于）、新华网（页面存档备份，存于）
- 美國「勇敢之盾」演習進行海、空軍種配合演習，KC-10空中加油機空中定點盤旋，分別替21架演習戰鬥機群加油，圓滿完成任務。自由電子報
- 一艘美軍軍艦在海基型飛彈防禦系統的測試中，成功的在太平洋上空擊落一枚標靶飛彈。自由電子報
- 美國聯邦調查局幹員突擊佛羅里達州邁阿密的一座倉庫，逮捕七名意圖策劃攻擊芝加哥的席爾斯大樓與佛州邁阿密FBI辦公室等建築的嫌犯。自由電子報

## 6月21日
- Google出售其持有的百度股份。Reuters 路透社[]
- 邁阿密熱火在NBA總決賽第六回合以95比92擊敗達拉斯小牛首度奪得NBA總冠軍，熱火隊憑德懷恩·韋德個人獨取36分而得到NBA總決賽最有價值球員。東森新聞報（页面存档备份，存于）
- 2006年度邵逸夫奖揭晓，来自美国、澳大利亚、中国的6位科学家分别获得邵逸夫奖天文学奖、生命科学与医学奖、数学科学奖，每个奖项奖金为100万美元。中国广播网
- 華盛頓法院決定對法輪功學員王文怡緩起訴一年。中時電子報[永久]
- 美國重申不願與北韓直接會談，並呼籲平壤當局遵守凍結飛彈試射的協議。自由電子報

## 6月20日
- 日本首相小泉純一郎正式宣佈撤出日本駐伊拉克穆薩納省薩馬瓦市的陸上自衛隊。自由電子報中時電子報[永久]
- 美國華盛頓時報報導，為因應北韓試射飛彈的威脅，美國國防部已啟動美國本土的新型陸基型飛彈防禦系統，並考慮發射攔截飛彈來擊落北韓飛彈。自由電子報
- 中华民国軍方高層表示，美國未曾施壓及逼迫台灣軍方放棄飛彈發展計畫。中時電子報
- 中华民国總統陳水扁透過電視直播「向人民報告」，就國、親十大罷免理由一一反駁及反擊。自由電子報
- IBM與理工學院宣佈，他們已打破半導體矽晶片的速度紀錄，研發出比今日常用晶片速度快上250倍的新晶片。自由電子報東森新聞報（页面存档备份，存于）

## 6月19日
- 霍金教授参加在人民大会堂举行的2006年国际弦理论大会开幕式，并作“宇宙的起源”主题讲座。新浪网（页面存档备份，存于）
- 美軍開始在關島舉行五天的「勇敢之盾」軍事演習。自由電子報
- 美國副國務卿佐立克宣佈辭職，決定轉向私人公司任職。東森新聞報（页面存档备份，存于）
- 針對伊拉克前總統薩達姆·海珊的世紀大審判中，海珊和另外七名官員被檢方求處死刑。面對檢察官的指控，海珊處之泰然，甚至還露出微笑。東森新聞報（页面存档备份，存于）
- 挪威一個稱為「斯瓦爾巴全球種子庫」的工程動工。中時電子報
- 紐約時報引述美國官員透露的消息，指稱北韓似已完成大浦洞二號的燃料裝填作業，試射已如箭在弦上。自由電子報東森新聞報（页面存档备份，存于）
- 美國國防新聞週刊報導，台灣正在進行的地對地飛彈發展計畫引起美國政府關切。東森新聞報（页面存档备份，存于）

## 6月18日
- 日本產經新聞引述官員稱，北韓政府下令民眾在當地時間下午二時升起國旗，以及收看國家電視台直播。美國政府和情報當局獲得的情報認為，導彈已注入燃料，相信是試射大浦洞二型導彈。結果證明是一場烏龍。 中國廣播公司[] 香港電台 新城電台[]中時電子報
- 美国、俄国、欧盟和联合国决定同意欧盟短暂恢复对巴勒斯坦提供援助。BBC 中文网（页面存档备份，存于）

## 6月17日
- 亚洲相互协作与信任措施会议（亚信会议）第二次领导人会议在阿拉木图召开，17个成员国领导人到会，韩国被接纳为新成员。CCTV（页面存档备份，存于）
- 西班牙北部加泰隆尼亞地區舉行自治權擴張公投，結果民眾以壓倒性的票數支持該項決定。自由電子報

## 6月16日
- 世界最長雙孔公路隧道－臺灣雪山隧道啟用。聯合新聞網
- 北京法院開始審理「紐約時報」北京分社新聞助理趙岩。中時電子報[永久]
- 安徽省马鞍山市当涂县化工厂发生爆炸，造成14人死亡，2人失踪，24人不同程度受伤。新华网 Archive.today的存檔，存档日期2013-04-28

## 6月15日
- 中國河南省的鄭州大學爆發大規模學生抗議示威。自由電子報
- 中華民國前行政院長、民進黨籍的謝長廷下午宣布參選台北市長。明報即時新聞
- 美國國務院官員對台海兩岸同時宣佈達成專案包機共識，表示歡迎，認為這是促進兩岸互動的重要進展。自由電子報
- 上海合作组织峰会在上海举行。六个成员国元首，观察员国蒙古、巴基斯坦、伊朗总统，印度石油天然气部长，特邀客人阿富汗总统参加，联合国秘书长科菲·安南发电祝贺。中国新闻网（页面存档备份，存于） 中国新闻网（页面存档备份，存于） 中国新闻网（页面存档备份，存于）
- 日銀總裁福井俊彥公開向日本大眾道歉，但未談及「下台」的問題。自由電子報
- 比爾·蓋茲宣佈將在未來兩年內淡出公司的日常營運事務，全心投入慈善事業，並立即辭去微軟首席軟體設計師。東森新聞報（页面存档备份，存于）

## 6月14日
- 美國「國家審計總署」公布調查報告，許多假稱是災民者所犯下的詐欺項目，讓美國聯邦政府平白付出了多達十四億美元的救災款。中時電子報[永久]
- 台湾中央研究院因為研究SARS而發現一種新型肺部幹細胞，可能可使肺病患者肺部重現生機。中時電子報[永久]
- 高雄市民進黨籍立委黃昭輝發起對同屬南區國民黨籍立委邱毅的罷免連署。自由電子報TVBS新聞網（页面存档备份，存于）
- 涉及2002年10月印尼爆炸案而入獄的激進派伊斯兰教教士巴錫爾獲釋出獄，美國及澳大利亚均對此表示失望。自由電子報

## 6月13日
- 布什突访巴格达，这是他在伊拉克战争以来再次访问伊拉克。BBC 中文网（页面存档备份，存于）中時電子報
- 章启月之后中国外交部新任女发言人姜瑜亮相。 中国新闻网（页面存档备份，存于）
- AskMen.com在网上选出“九十九个最令人向往的女性”，章子怡排名79 。网易国际新闻
- 日經指數狂跌614點，創下今年單日最大跌幅，也創2001年911攻擊以來最深紀錄，日本央行總裁福井俊彥證實持有內線交易嫌犯村上世彰的私募基金，更為日股帶來致命一擊。 東森新聞報（页面存档备份，存于）中時電子報
- 日本東京都發生電車相撞事故，27人受傷。香港雅虎新聞

## 6月12日
- 宣布的繼任人選，化名穆哈傑，具備聖戰經驗與豐富知識。自由電子報
- 美国科学家在南卡罗来纳州海岸附近发现了双髻鲨家族的新种，目前还没有正式的学名。新华网 Archive.today的存檔，存档日期2013-04-28
- 泰国国王普密蓬·阿杜德登基60周年，多国祝贺。新闻晚报（页面存档备份，存于）
- 英國物理學家霍金抵港。 雅虎新聞／明報
- 中華民國立法院決定召開臨時會，在野黨提出的罷免總統案闖關成功，將在臨時會上處理此議案。中時電子報
- 欧盟同意启动土耳其入盟谈判。BBC 中文网（页面存档备份，存于）

## 6月11日
- 中國透過新華社宣布，北京市人大常委會免除北京市副市長劉志華的職務。中時電子報中時電子報

## 6月10日
- 古巴美軍監獄，發生三名囚犯以床單打成繩結上吊身亡事件。自由電子報

## 6月9日
- 第十八届世界杯足球赛开幕式在德国慕尼黑的世界杯体育场举行。新浪网（页面存档备份，存于）
- 日本外相麻生太郎在東京的一項演講公開表明將角逐黨總裁兼首相選舉。大紀元電子報（页面存档备份，存于）
- 日本內閣會議決定對國會提出將「防衛廳」升格為「防衛省」的相關法案。自由電子報
- 美國在台協會主席薄瑞光表示，美國對台灣總統陳水扁2月間有關國家統一委員會和國家統一綱領的聲明感到滿意，因此「終統」一事已經「結束」。東森新聞報（页面存档备份，存于）自由電子報
- 美國國務院證實，長期被緬甸軍事執政當局軟禁的緬甸反對陣營領袖翁山蘇姬，已送醫住院。中時電子報

## 6月8日
- 中國科學院第13次院士大會和中國工程院第8次院士大會完成大會各項議程後結束，於會中表決通過中國科學院院士章程修改稿，修改院士和外籍院士標準與選舉程序，並成立產生了第一個科普和出版工作委員會。新華網 Archive.today的存檔，存档日期2013-04-28、中国教育和科研计算机网
- 全球第一個子宮頸癌疫苗「嘉喜」（Gardasil）取得美國食品藥物管理局（FDA）的核准。自由電子報
- 美國網路搜尋引擎google表示，他們正在調查有關中國網友無法進入google.com網站的報導。中時電子報[永久]中國經濟網中時電子報
- 美國國務院發表聲明，對於台灣總統陳水扁在兩岸議題上，再一次對美保證「四不」原則在任期內不會改變，感到欣慰。TVBS新聞網（页面存档备份，存于）大公網TVBS新聞網（页面存档备份，存于）自由電子報
- 中華人民共和國文化部宣佈揭曉“中國非物質文化遺產”標識。中華人民共和國文化部網站

## 6月7日
- 美國在台協會主席薄瑞光晚間八點鐘飛抵台灣。中時電子報東森新聞報（页面存档备份，存于）
- 由瑞士參議員馬提率領的調查行動，完成調查後向歐洲議會提出報告。報告內容說，歐洲有14個國家協助CIA運送恐怖嫌犯到黑牢審訊，並有證據顯示，羅馬尼亞和波蘭是可能的CIA黑牢地點。東森新聞報（页面存档备份，存于）
- 美军对伊拉克巴格达附近的一处房屋实施空袭，伊拉克基地组织的首领扎卡维被击毙。中国新闻网环球外汇网（页面存档备份，存于）新华网（页面存档备份，存于）
- 中國官方對官方傳媒下達一份內部通知指出，將於9日全面禁演。中時電子報

## 6月6日
- 三峡工程三期围堰成功实施爆破。新华网 Archive.today的存檔，存档日期2013-04-28
- 中共中央、國務院、中央軍委發出慰問電，慰問參加撲滅內蒙古、黑龍江大興安嶺林區森林火災人員。人民網（页面存档备份，存于）
- 美國在台協會台北辦事處代理發言人閔大衛表示，新任AIT主席薄瑞光將首度來台，進行例行訪問，在台期間「打算廣泛和各界人士交換意見」。東森新聞報（页面存档备份，存于）自由電子報中時電子報
- 加拿大檢方公布日前於多倫多地區所破獲的一個恐怖組織之起訴書，這批穆斯林嫌犯策劃炸彈襲擊渥太華國會山莊、劫持國會議員及將總理哈伯斬首。自由電子報
- 澳門一家新的中文報紙澳門商報宣佈正式創刊。香港文匯報、新華網 Archive.today的存檔，存档日期2013-04-28

## 6月5日
- 一个激进穆斯林民兵组织伊斯兰法庭联盟宣称，经过数周战争之后，他们已经击败由美国支持的军阀，控制了索马里首都摩加迪沙。扬子晚报
- 第59届世界报业大会和第13届世界编辑论坛在莫斯科举行。第一财经日报
- 包括一直患病的中國國務院副總理黃菊在内的中共中央九位政治局常委全部出席中國科學院第13次院士大會、中國工程院第8次院士大會的開幕式。中時電子報（页面存档备份，存于）
- 塞爾維亞議會特別會議宣布，塞爾維亞共和國成為主权国家，並是原塞爾維亞和黑山聯邦的合法繼承人。有線電視新聞網（页面存档备份，存于）

## 6月4日
- 香港維多利亞公園有紀念八九年六四事件集會。舉辦者估計有四萬四千人參加。雅虎新聞／明報
- 秘魯前總統賈西亞擊敗委內瑞拉總統查韦斯所力挺的對手烏馬拉，贏得秘魯總統大選。自由電子報

## 6月3日
- 南韓最高法院對前總統金泳三的次子金賢哲判處有期徒刑一年，緩期兩年執行，並追罰五億韓元。中時電子報
- 数学家朱熹平和曹怀东给出了著名数学难题庞加莱猜想的完整证明。BBC 中文网（页面存档备份，存于）新华网（页面存档备份，存于）
- 在国会的特别会议裡，正式宣布独立。（AP）中時電子報
- 中國空軍一架軍用運輸機在安徽某地失事，機上40人全部遇難。人民網（页面存档备份，存于）新華網（页面存档备份，存于）中時電子報中時電子報（页面存档备份，存于）

## 6月2日
- 東帝汶動亂持續延燒，近千名民眾洗劫政府倉庫，澳洲士兵趕到現場卻無法制止暴民掠奪。東森新聞報（页面存档备份，存于）
- Ubuntu 6.06 LTS 版发布。维基新闻
- 美國國務院發言人麥考馬克表示，美方高度關切新疆首富、女流亡異議人士熱比婭的子女遭中國警方囚禁並毆打一事。中時電子報自由電子報
- 針對台灣總統陳水扁宣布下放權力一事，引起美國政府的高度關注，美國國務院首度對此發表公開聲明，美方最關切的就是不希望陳水扁政府的政治危機影響到台海的穩定。東森新聞報（页面存档备份，存于）自由電子報中時電子報
- 中國國務院公布第六批全國重點文物保護單位（共計1080處），以及與現有全國重點文物保護單位合併的項目共計106處。

## 6月1日
- 在驻伊拉克美军深陷“哈迪塞村事件”丑闻之际，英国广播公司又曝光了一起美军在伊首都巴格达以北的伊斯哈吉滥杀无辜的事件。伊拉克警察指责美军于今年3月在那里围捕并蓄意枪杀了11名平民。新华网（页面存档备份，存于）
- 南韓五三一地方選舉結果，執政黨「開放的我們黨」僅在全羅道獲勝，堪稱韓國選舉史上前所未見的慘敗，黨魁鄭東泳為敗選下台負責。自由電子報自由電子報
- 土耳其驻华大使厄聚耶在北京签署了《亚太空间合作组织公约》。至此，总部计划设在北京的亚太空间合作组织已经有9个国家签署加入。新华网（页面存档备份，存于）
- 伊朗核问题六国外长会议在维也纳举行。中山日报
- 廈門遠華集團走私案涉嫌主犯賴昌星，在加拿大成功申請暫緩遣返，並呼籲中國政府重審該案。明報即時新聞自由電子報
- 中国银行在香港首日上市，股价上升逾一成。维基新闻BBC 中文网（页面存档备份，存于）